# Бабій 2
«Бабій 2» — російська кінокомедія 1992.

## Сюжет
Два молодих і небідних «бабія» вирішили зустріти Новий Рік з пригодами. Це їм вдається, причому на шляху юних гульвіс зустрічаються все нові і нові колоритні фігури. Дивно, як двом балбесам, які організували фірму з продажу супутникових антен, вдалося залучити в неї колишнього вченого, а нині напівбомжа і водошукача свердловин на дачних ділянках у виконанні Жаркова. Актриси Поліщук та Васильєва демонструють глядачам догляд за шкірою обличчя, а Моргунов зображує екстрасенса, що заряджає з екрану телевізора склянку з водою.

## У ролях
- Максим Воронков —  Коля
- Святослав Ушаков —  Костя
- Тетяна Васильєва —  Тетяна Іванівна
- Любов Поліщук —  Любов Карлівна
- Олексій Жарков —  Геннадій Андрійович
- Георгій Мартиросян —  Хуліо
- Габріелла Маріані —  Віка
- Семен Фарада —  грузин
- Ірина Черіченко —  Зиночка
- Тетяна Лаврентьєва —  Галина
- Євген Моргунов —  екстрасенс
- Євген Тетервов —  наречений
- Олена Бушуєва —  наречена
- Н. Кулешов —  швейцар в ресторані
- Філіп Кіркоров —  камео

## Знімальна група
- Автор сценарію: Максим Воронков, Павло Крилатов, Іван Щеголев
- Режисери: Іван Щеголев, Максим Воронков
- Оператор: Юрій Авдєєв
- Художник: Святослав Ушаков, Віктор Симановский
- Композитор: Євген Геллер
- Звукооператор: Володимир Ніконов